# Haris Vučkić
Haris Vučkić, né le 21 août 1992 à Ljubljana, est un footballeur international slovène qui évolue au poste de milieu de terrain au NK Domžale.

## Biographie

### En club
Formé au NK Domžale, Haris Vučkić, prend part à son premier match au niveau professionnel face au NK Publikum Celje en championnat de Slovénie le 24 mai 2008, il est alors âgé de 16 ans. Déclaré trop jeune par la Fédération de Slovénie de football, son club écope alors d'une amende. Lors de l'été 2008, il est officiellement promu en équipe première à l'aube de ses 17 ans. Il prend part à quatre rencontres de championnat avant de quitter la Slovénie lors du marché des transferts hivernal de 2009.
Le 16 janvier 2009, le jeune joueur slovène signe un contrat de trois ans et demi en faveur de Newcastle United. Intégré à l'effectif réserve des Magpies, il participe à son premier match en équipe première le 26 août suivant lors du match de League Cup face à Huddersfield Town. Cinq jours plus tard, il prend part à son premier match de championnat contre Leicester City.
Le 8 janvier 2011, Vučkić signe un nouveau contrat de cinq ans et demi avec Newcastle. Le 28 août suivant, il joue son premier match de Premier League face à Fulham en entrant en jeu en fin de rencontre. Il est cependant remplacé sept minutes après son entrée en jeu à cause d'une blessure à la main qui l'éloigne des terrains pendant quatre mois.
En manque de temps de jeu, il est prêté pour un mois à Cardiff City (deuxième division anglaise) le 9 février 2012. Le 14 février suivant, il marque son premier but en professionnel lors du match comptant pour la 31e journée de Championship face à Peterborough United (victoire 3-1). Il prend part à quatre autres matchs avant de retrouver Newcastle.
Le 30 août 2012, Vučkić marque son premier but avec les Magpies à l'occasion du barrage retour de la Ligue Europa face à l'Atromitos FC (1-0). Cette victoire qualifie le club anglais pour la phase de groupes de la compétition.
Il est par la suite successivement prêté aux Rangers, à Wigan Athletic puis à Bradford City.
Le 23 juin 2017, le milieu slovène s'engage pour trois saisons avec le club néerlandais du FC Twente, le transfert prenant effet le 1er juillet suivant.
Lors de la saison 2019-2020, il se met en évidence en inscrivant onze buts en Eredivisie. Il est notamment l'auteur de deux doublés, lors de la réception du RKC Waalwijk, puis du FC Emmen.

### En sélection
Avec les moins de 17 ans, il se met en évidence en inscrivant un doublé contre la Turquie en septembre 2008, lors des éliminatoires de l'Euro. Il ne peut toutefois empêcher la défaite de son équipe sur le score de 4-3.
Avec les moins de 19 ans, il participe au championnat d'Europe des moins de 19 ans en 2009. Avec un bilan peu reluisant d'un match nul, deux défaites, neuf buts encaissés et seulement deux buts marqués, la Slovénie est éliminée dès le premier tour.
Avec les espoirs, il inscrit quatre buts lors des éliminatoires du championnat d'Europe espoirs, contre la Belgique, la Russie, le Danemark et enfin Andorre. Il délivre également six passes décisives lors de ces éliminatoires.
Haris Vučkić honore sa première sélection en équipe de Slovénie en entrant sur le terrain à l'heure de jeu à la place de Valter Birsa, lors d'un match amical face à l'Écosse le 29 février 2012 (1-1). Il n'est ensuite plus appelé en équipe nationale A pendant plus de sept ans.
Il retrouve finalement la sélection le 16 novembre 2019, contre la Lettonie, lors des éliminatoires du mondial 2020 (victoire 1-0). Il inscrit son premier but en équipe nationale le 7 octobre 2020, en amical contre la modeste équipe de Saint-Marin (large victoire 4-0).
En octobre 2020, lors de la Ligue des nations, il se met en évidence en marquant un but contre le Kosovo, puis un triplé contre la Moldavie.

## Statistiques
| Saison    | Club             | Pays           | Championnat      | Coupes nationales | Coupes d’Europe       | Sélection Slovénie |
| --------- | ---------------- | -------------- | ---------------- | ----------------- | --------------------- | ------------------ |
| 2007-2008 | NK Domžale       | Prva Liga      | 1 match          | -                 | -                     | -                  |
| 2008-2009 | NK Domžale       | Prva Liga      | 4 matchs         | -                 | -                     | -                  |
| 2008-2009 | Newcastle United | Premier League | -                | -                 | -                     | -                  |
| 2009-2010 | Newcastle United | Championship   | 2 matchs         | 2 matchs          | -                     | -                  |
| 2010-2011 | Newcastle United | Premier League | -                | 3 matchs          | -                     | -                  |
| 2011-2012 | Newcastle United | Premier League | 4 matchs         | 1 match           | -                     | -                  |
| 2011-2012 | Cardiff City     | Championship   | 5 matchs / 1 but | -                 | -                     | 1 match            |
| 2012-2013 | Newcastle United | Premier League | -                | 1 match           | 2 matchs / 1 but (C3) | -                  |

Dernière mise à jour le 26 septembre 2012

## Palmarès

### En club
- Wigan Athletic
  - Champion d'Angleterre de D3 en 2016.
- FC Twente
  - Champion des Pays-Bas de D2 en 2019.
- Buriram United
  - Championnat de Thaïlande de football: 2022–23
  - Coupe de Thaïlande de football: 2022–23
  - Coupe de la Ligue Thaïlande de football: 2022–23